# Pintassilgo-da-venezuela
O Pintassilgo-da-Venezuela ou Tarim ou Tarim-da-Venezuela (Spinus cucullatus ou Carduelis cucullata) é um pequeno pássaro da família Fringillidae, originário da América do Sul tropical, do norte da Colômbia, da Venezuela, onde é conhecido como "cardenalito". Recentemente foi descoberta uma população na Guiana. Também muito conhecido no Brasil como Tarim.

## Descrição

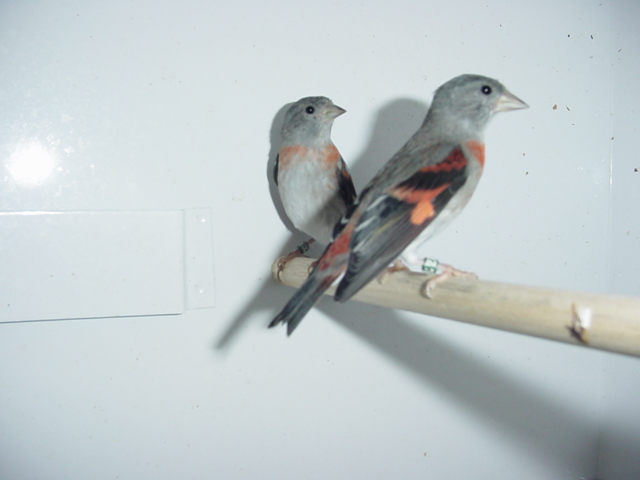
Fêmeas de pintassilgo-da-venezuela

O pintassilgo da Venezuela tem um comprimento de cerca de 10 cm. O macho apresenta o peito, a barriga, o dorso e o uropígio de um vermelho vivo. As asas são pretas com uma banda vermelha, a cauda é vermelha com as extremidades das penas também pretas. A cabeça e o pescoço são pretos, o ventre e as pernas são brancos. A fêmea não tem o capuz preto do macho, e o vermelho, menos vivo, apenas aparece no peito, barra alar e uropígio. A cor predominante é o cinzento acastanhado com as asas e a cauda mais escuras, quase pretas.  Os juvenis são todos cinzentos e mudam a plumagem aos 3-4 meses. À medida que vão crescendo as cores vão ficando mais vivas.

## Distribuição
O pintassilgo da Venezuela que era comum no início do século XX, tornou-se raro e está presente apenas em bolsas isoladas. Antes aparecia em 15 estados do norte da Venezuela, mas os avistamentos mais recentes restringem-se apenas a sete estados (Falcón, Lara, Trujillo, Miranda, Aragua, Anzoátegui e Sucre). Em Trinidad, onde sempre foi raro, desapareceu. A população de Porto Rico, originada por pássaros que fugiram de gaiolas, tem decrescido. Uma pequena comunidade mantém-se no Norte de Santander (Cúcuta), na Colômbia. Em 2000 foi descoberta um nova população no sudoeste da Guiana (Rupununi), talvez de várias centenas ou poucos milhares, a 950 km da localidade venezuelana mais próxima.

## Taxonomia
Foi descoberto por Swainson, em 1820, em Cumaná na Venezuela. Recentemente foi proposto incluir esta espécie nos géneros Spinus ou Sporagra,  sendo atualmente classificada no género Spinus. Sem subespécies.

## Habitat
Ave seminômade, encontra-se entre os 100 e os 1500 m, em florestas húmidas de árvores de folha persistente, bosques de árvores de folha caduca, orlas de bosques, clareiras, pastos, moitas de arbustos.

## Alimentação
Alimenta-se de frutos (figos), de gomos de flores, de sementes de plantas herbáceas. Também consome  insetos pequenos, grãos de cajueiro-bravo (Curatella americana), sementes de dente-de-leão (Taraxacum officinale), botões florais de uma asterácea (wedelia) e frutos de phoradendron.

## Nidificação
O período de reprodução dura de Abril a Junho, com um segundo período de Novembro a Dezembro. A fêmea constrói o ninho em forma de taça com palhinhas, raizes secas, fibras de coco, pêlos animais, em maciços de Tillandsia em árvores altas. Na Guiana o ninho é construído na folhagem  densa no topo de árvores como o cajueiro-bravo (Curatella americana). A postura consiste de 3-4 ovos esbranquiçados. As pequenas crias nascem ao fim de 12-14 dias, são alimentadas pela fêmea e ficam totalmente emplumados aos 12 dias.

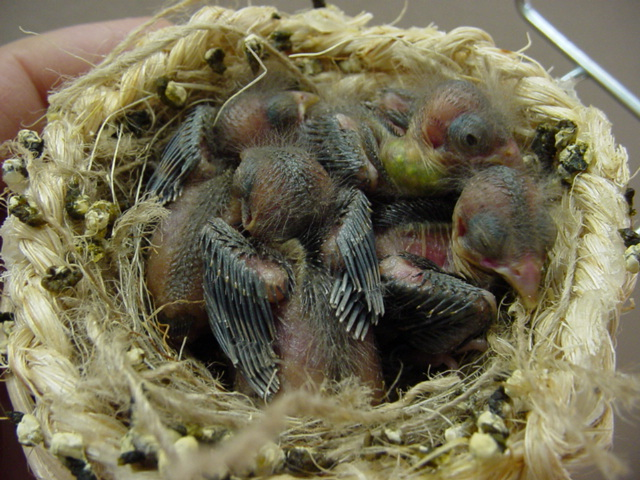
Crias de pintassilgo-da-venezuela

## Filogenia
Foi obtida por Antonio Arnaiz-Villena et al.

## Ameaças
Em 1920 um criador alemão descobriu que o pintassilgo da Venezuela se cruzava com canárias dando origem a canários com fator vermelho. Dez anos depois outro criador alemão comprovou que os híbridos eram férteis. Isto originou uma grande procura destas aves o que aumentou a sua captura. Desde 1940 que a sua captura é ilegal mas o pintassilgo da Venezuela é cada vez mais raro. Considerado pela IUCN (2012) como espécie Em Perigo, para além da captura ilegal também a redução do habitat natural para agricultura, constitui uma ameaça.

## Ações de conservação
Programas de criação em cativeiro para posterior reintrodução na natureza, poderão ser uma solução para inverter a atual tendência. Nos Estados Unidos da América existe já um projeto de criação em cativeiro dirigido pela National Finch and Softbill Society (NFSS), que mantém uma base de dados on-line dos pássaros criados por criadores independentes e anualmente promove um censo on-line das aves existente em cativeiro.
Apesar de no habitat natural, o pintassilgo da Venezuela estar em estado de ameaça de extinção, no Brasil a espécie é criada e reproduzida em cativeiro normalmente.